# Rhynchodontodes schwingenschussi
Rhynchodontodes schwingenschussi är en fjärilsart som beskrevs av Wagner 1913. Rhynchodontodes schwingenschussi ingår i släktet Rhynchodontodes och familjen nattflyn. Inga underarter finns listade.